# 陳延暉 (中華民國)
陳延暉（1893年—1976年），字養空，生於大清國江蘇省揚州（今中華人民共和國江蘇省揚州市），籍貫江蘇儀徽。長期任中華民國將領徐永昌的私人秘書，領少將銜，曾任中華民國軍令部少將主任秘書。

## 生平
其曾祖父為陳嘉樹，祖父陳彝為同治進士。其父陳洵慶，其母丁素珍為丁寶楨次女。
陳延暉為徐永昌好友兼私人秘書。在徐永昌任職國民政府軍令部部長時，任軍令部少將主任秘書。1945年8月15日，日本無條件投降，國民政府特派徐永昌代表中華民國參與9月在日本東京灣美艦密蘇里號之受降典禮並签署降伏文書，陳延暉任代表團秘書長，曾隨行見證。
在國共內戰後期，徐永昌隨中華民國政府遷往台灣，但陳延暉未隨同。陳延暉先抵達香港，脫離了中華民國政府，經由新華通訊社香港分社代表喬冠華居中連絡，陳延暉在香港搭船轉回中華人民共和國北京，在此過世。

## 家庭
生有三子一女，長子陳忠偉。其次子陳忠經，為中國共產黨黨員。么子陳忠纘，後改名陳琳，為北京外國語大學教授。其女陳忠綺。